# Lambatungusker
Lambatungusker är en bergstopp i republiken Island. Den ligger i regionen Austurland, 300 km öster om huvudstaden Reykjavík. Toppen på Lambatungusker är 959 meter över havet.
Trakten runt Lambatungusker är nära nog obefolkad, med mindre än två invånare per kvadratkilometer. Det finns inga samhällen i närheten. Trakten runt Lambatungusker består i huvudsak av gräsmarker.